# Kínima Sosialdimokratón
Kínima Sosialdimokratón (EDEK), "Rörelsen för socialdemokrati", är ett center-vänsterpolitiskt parti på Cypern, grundat 1969 av Vasos Lyssaridis. Partiet är medlem i Europeiska socialdemokratiska partiet (PES), men partiet saknar Europaparlamentariker och ingår därför inte i någon partigrupp i Europaparlamentet.
I det nationella parlamentsvalet 2006 fick partiet 8,9 % och 5 av de totalt 56 mandaten.